# HD 63433
HD 63433 は、地球からふたご座の方向に約73光年離れた位置にある7等級の恒星である。2024年初頭時点で、太陽系外惑星観測衛星 TESS による観測から周囲を3個の惑星が公転していることが知られている。TESS によって太陽系外惑星が発見された恒星としては、テーブルさん座π星と HR 858 に次いで3番目に見かけの明るさが明るい。

## 特徴
| 太陽 | HD 63433  |
| ---- | --------- |
| 太陽 | Exoplanet |

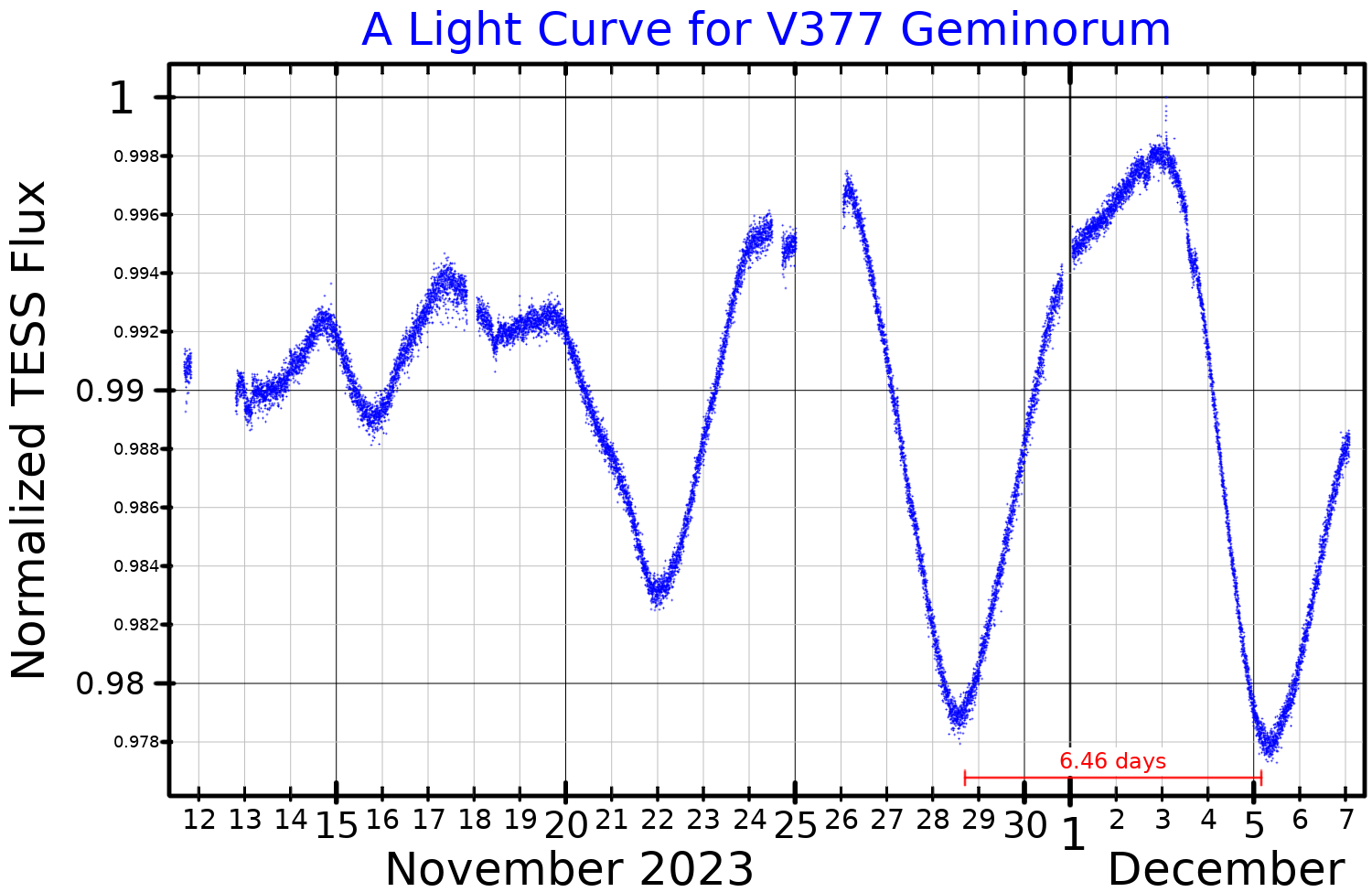
TESS によって観測された HD 63433 の光度曲線

HD 63433 は、太陽よりやや小さい半径と質量を持つ恒星である。有効温度は太陽よりやや低い 5,688 K（5,415 ℃）であり、スペクトル分類では G5V 型に分類されるG型主系列星となっている。一方で、主系列星ではなく準巨星の段階にあるとして G5IV 型に分類されることもあり、以前は G0 型に分類されることもあった。ガイア衛星とTESSによる観測結果から解析された宇宙空間における運動やリチウムの含有量、自転速度などの観点から、HD 63433 はおおぐま座運動星団に属する恒星であることが知られている。おおぐま座運動星団に属する恒星は比較的若く、形成されてから約4億年しか経過していないと考えられており、この運動星団に属する HD 63433 も形成されてから同程度の時間しか経過していないと考えられている。
りゅう座BY型変光星と呼ばれる分類に属する変光星であり、6.46日の周期で0.05等級の変光を起こしている。そのため、アルゲランダー記法における命名規則に則ってふたご座V377星とも呼称される。また、TESSによる観測から周囲に惑星が存在している可能性が示されたことで、TESS object of interest (TOI) におけるカタログ番号として TOI-1726 という名称も与えられている。

## 惑星系

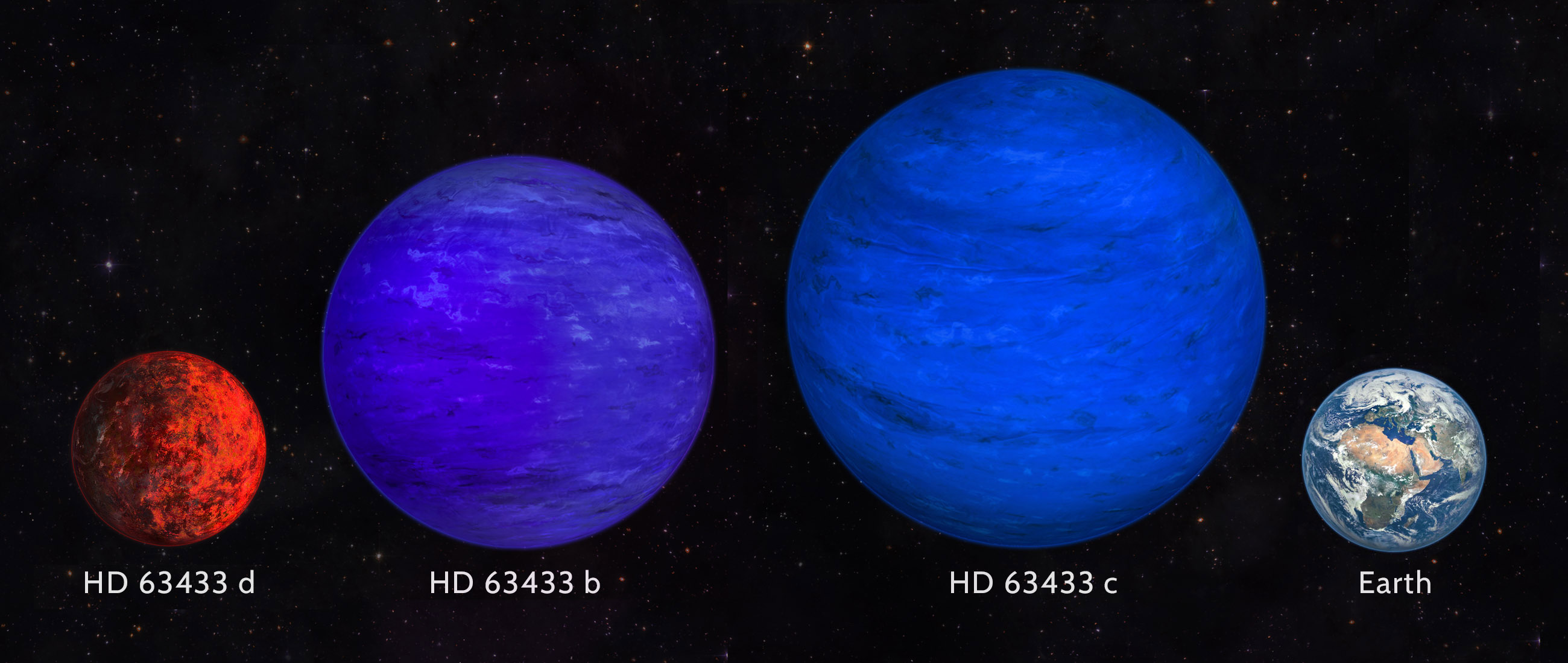
HD 63433系の惑星と地球の大きさの比較

2020年、太陽系外惑星観測衛星TESSによるトランジット法での観測から、周囲を公転している2つの太陽系外惑星が発見され、内側から順に HD 63433 b (TOI-1726 b) と HD 63433 c (TOI-1726 c) と命名された。2つの惑星はそれぞれ約7日と約20日半の公転周期で軌道を公転しており、どちらも地球の2倍以上の大きさを持つ。カナリア諸島のラ・パルマ島にあるロケ・デ・ロス・ムチャーチョス天文台に設置されている分光器HARPS-Nによる視線速度観測からもこれらの惑星の存在が確認されており、また、この視線速度観測を用いて行われたロシタ―・マクローリン効果の測定からは、内側を公転している HD 63433 b の軌道面が主星の赤道面からほとんど傾いていない順行軌道で公転していることも確かめられている。
そして2024年には、TESSの観測結果の分析から新たに HD 63433 b のさらに内側を約4日の周期で公転している惑星 HD 63433 d (TOI-1726 d) が発見されたと公表された。HD 63433 d は、先に見つかっていた2つの惑星よりも小さく、地球と同程度の大きさを持っている。形成されてから5億年未満しか経過していないと考えられている太陽系外惑星としては、これまでに発見されている中で最も小さい。主星からの距離が近く、受ける潮汐力が強いため、HD 63433 d では自転と公転の同期（潮汐固定）が発生し、常に表面の片側を主星に向けている状態であると考えられている。永久的に主星がある方向を向けている昼側の面では表面温度が 1,530 K（1,257 ℃）に達していると推定されることから、ケプラー10bやCoRoT-7bのように片側の表面が溶岩に覆われている状態になっている可能性が高いと考えられており、地球から比較的近い距離に存在している若い地球規模の惑星であるため、惑星の形成や進化を研究するにあたっての重要な観測対象であるとされている。
| 名称 （恒星に近い順） | 質量                   | 軌道長半径 （天文単位） | 公転周期 (日)                | 軌道離心率      | 軌道傾斜角        | 半径                  |
| --------------------- | ---------------------- | ----------------------- | ---------------------------- | --------------- | ----------------- | --------------------- |
| d                     | —                      | 0.0503+0.0025 −0.0027   | 4.209075+0.000012 −0.000023  | 0.16+0.36 −0.12 | 88.73+0.85 −1.06° | 1.073+0.046 −0.044 R⊕ |
| b                     | < 21.888 M⊕            | 0.0714+0.0036 −0.0038   | 7.1079379 ± 0.0000054        | 0.24+0.27 −0.18 | 88.49+0.87 −0.40° | 2.112+0.093 −0.086 R⊕ |
| c                     | 15.319+4.188 −3.992 M⊕ | 0.1448+0.0073 −0.0077   | 20.543791+0.000017 −0.000018 | 0.21+0.33 −0.14 | 89.28+0.40 −0.22° | 2.521 ± 0.1 R⊕        |